# Datore di lavoro di ultima istanza
(Reverendo Dr. Martin Luther King, nella sua ultima lettera di richiesta di supporto per la Marcia su Washington per il Lavoro e la Libertà.)
Un datore di lavoro di ultima istanza è un datore di lavoro disponibile a procurare posti di lavoro quando nessun altro datore è in condizioni di offrirli.

## Descrizione
Il termine di "datore di lavoro di ultima istanza" è sorto nel campo economico in analogia con quello di "prestatore di ultima istanza" e può essere usato con un duplice significato:
- nell'ambito del settore non pubblico (settore privato più settore estero) in riferimento a un datore di lavoro che fornisca posti di lavoro indesiderabili i quali vengono accettati come impiego solamente quando nessun altro lavoro si renda disponibile;
- nell'ambito del settore pubblico in riferimento a programmi, promossi dallo Stato, di impiego pubblico istituiti in base alla proposta di politica economica post-keynesiana del lavoro garantito. In questo caso il datore di lavoro di ultima istanza è da identificarsi nello Stato.

## Sviluppo
Dal punto di vista economico uno dei primi esempi di datore di lavoro di ultima istanza nell'alveo del settore pubblico si ritrova durante il New Deal, ossia il programma di ispirazione keynesiana istituito negli anni trenta dall'allora presidente statunitense Franklin Delano Roosevelt, sia attraverso i corpi civili di protezione ambientale (en. Civilian Conservation Corps) sia per mezzo della WPA.
I programmi di lavoro garantito fondati sul concetto di datore di lavoro di ultima istanza sono studiati e promossi dagli economisti autori della Teoria Monetaria Moderna, in particolare negli Stati Uniti presso la University of Missouri-Kansas City e in Australia presso la University of Newcastle. Questi economisti propongono tale concetto in qualità di soluzione contro il fenomeno della disoccupazione.
I piani pubblici di lavoro garantito sono finalizzati ad attenuare l'impatto negativo sul tasso di occupazione che si verifica durante le fasi di contrazione del ciclo economico. Il keynesismo militare propugna l'uso dell'esercito come datore di lavoro di ultima istanza.